# Hohe Egge (Upland)
Der Hohe Egge bei Ottlar im nordhessischen Landkreis Waldeck-Frankenberg ist ein 604,9 m ü. NHN hoher Berg des Uplands im Rothaargebirge.

## Geographie

### Lage
Die Hohe Egge liegt im Upland, dem Nordostauslauf des Rothaargebirges, im Naturpark Diemelsee zwischen Willingen und dem Stausee Diemelsee. Ihr Gipfel erhebt sich 850 m südöstlich der Dorfkirche von Ottlar, 2,5 km südwestlich von Giebringhausen und 2,2 km nordwestlich von Deisfeld, die alle zur Gemeinde Diemelsee gehören, sowie 1,9 km (jeweils Luftlinie) nordnordöstlich von Hemmighausen, das zur Gemeinde Willingen zählt. Der Berg gehört zum Gemeindegebiet von Diemelsee; ein Zipfel des Willinger Gebiets reicht im Süden nahe an ihn heran.
Ein nördlicher Sporn der Hohen Egge heißt Harberg (554,3 m), ein östlicher Niegelscheid (580,7 m) und ein südlicher ist namenlos (601 m). Der Berg wird östlich von der Diemel passiert, die den Ostarm des Diemelsees speist und nach Durchfließen des Stausees zur Weser fließt. Nordwestlich vorbei am Berg verläuft durch Ottlar der Holzbach, der nach Nordosten fließt und etwas oberhalb vom Ostarm desselben Stausees in die Diemel fließt.

### Naturräumliche Zuordnung
Die Hohe Egge gehört in der naturräumlichen Haupteinheitengruppe Süderbergland (Nr. 33), in der Haupteinheit Rothaargebirge (mit Hochsauerland) (333) und in der Untereinheit Upland (333.9) größtenteils zum Naturraum Inneres Upland (333.90). Seine Nord- und Ostflanken fallen in der Haupteinheit Ostsauerländer Gebirgsrand (332) und in der Untereinheit (Vorupländer) Adorfer Bucht (332.6) in den Naturraum Vorupländer Hügelland (332.61) ab.